# Кримський кінний полк
Кримський кінний Її Величності Государині Імператриці Олександри Федорівни полк — кавалерійська військова частина Російської Імператорської армії. Старшинство з 1 березня 1784 року.

## Етапи історії кримськотатарських формувань

### Кримський полк
1 березня 1784 року вийшов указ імператриці Катерини II «Про створення війська з нових підданих, що в Таврійській області мешкають» у складі п'яти дивізіонів. Склад кожного дивізіону був встановлений в 7 офіцерів і 200 нижніх чинів. Загони отримали назву Таврійських національних дивізіонів кінного війська. Кримські татари називали вояків «бесілії» (ця назва вживалося і офіційно). Спочатку було сформовано три дивізіони. В кінці 1787 року ці вони були зведені в два, а 1790 року засновані ще чотири дивізіони, і всі вони були направлені до кордонів Речі Посполитої. 1792 року чотири дивізіони були розпущені по домівках, а 1796 року те ж було зроблено і щодо інших.

### Сімферопольський, Перекопський, Євпаторійський і Феодосійський полки
Через бажання жителів Таврійської губернії утримувати на свої кошти ополчення 12 березня 1807 року із кримських татар, що залучалися добровільно, було сформовано чотири кінних полки п'ятисотенного складу (Сімферопольський, Перекопський, Євпаторійський і Феодосійський) за зразком донських козачих полків. Козаки були одягнені у чорні суконні чекмени, шаровари за казачим взірцем і татарські шапки.
1807 році полки виступили до Вільно, але в зв'язку з закінченням бойових дій були повернуті з півдороги і 9 серпня розпущені по домівках.
24 січня 1808 року полки знову були зібрані. 21 травня Сімферопольський полк на чолі Кай-бея Балатукова виступив до Вільно, де 1809 року увійшов до складу Козачої бригади генерала Іловайського 3-го. 31 травня Перекопський полк на чолі Ахмет-беєм Хункаловим виступив до Гродно, де увійшов до складу корпусу генерала Платова. 30 травня 1809 року Євпаторійський полк на чолі з Абуллою-агою Мамайським виступив до Махнівки Київської губернії, де вступив до складу 2-ї Західної армії. 1 червня 1809 року Феодосійський полк під орудою Алі-мурзи Ширінського теж виступив до Махнівки.
1810 року губернатором Херсонської губернії подано рапорт про офіційне встановлення полкам з кримських татар форменого одягу і видачу прапорів, але результат не відомий.
Під час російсько-французької війни 1812 року і війни шостої коаліції Сімферопольський і Перекопський полки в складі корпусу генерала Платова взяли участь в боях при Смоленську, Можайску, Бородіно, Малоярославці, Тарутині, а 1813 року брали участь в блокаді Данціга. 1812 року Перекопський полк ніс кордонну службу на річці Німан, а 1813 року брав участь в битві під Кульмом. Феодосійський полк в 1812—1815 роках ніс прикордонну службу по річці Південний Буг.
1814 року (Феодосійський 1815) полки повернулися до Криму, і їх вояки були розпущені по домівках.
7 травня 1817 року вийшов наказ про розформування кримських полків.

### Кримсько-Татарський ескадрон

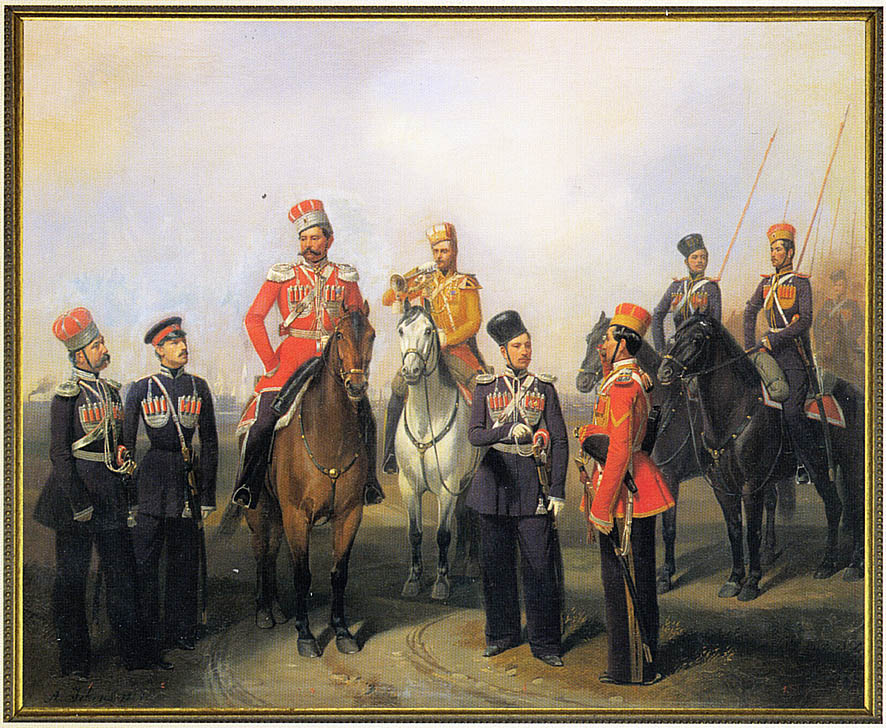
Група вояків Кримськотатарського ескадрону, 1858 рік. Картина роботи А. Гебенса.

1827 року з кримських татар, що, як правило, мали бойові відзнаки, був сформований ескадрон, названий 20 липня лейб-гвардії Кримсько-Татарським, який був зарахований до лейб-гвардії Козачого полку. Імператорським наказом 26 липня його офіцерам були привласнені права старої гвардії.
У російсько-турецьку війну 1828—1829 рр. в складі лейб-гвардії Козачого полку ескадрон брав участь в облозі фортеці Варни.
У Кримську війну 1854—1855 рр. ескадрон ніс прикордонну службу на узбережжі Балтійського моря, а пільгова його частина, входячи до складу Кримської армії, брала участь в бою на р. Чорній в загоні генерала Івана Рижова.
26 травня 1863 року ескадрон був ліквідований, а замість нього в складі Власного Його Величності конвою наказано було мати команду лейб-гвардії Кримських татар. У російсько-турецьку війну 1877—1878 рр. її пільгові зміни брали участь у боях при Гірському Дубняку, Ловечі і Плевені, за подвиги в яких команді були подаровані відзнаки на головні убори. 16 травня 1890 роки команда була розформована.

### Кримський дивізіон
12 червня 1874 року із кримських татар у Бахчисараї був сформований Кримський ескадрон. 22 липня 1875 він переформований в дивізіон.
Вояки загону носили шапку з чорної мерлушки висотою — 2 вершка, мундир чорного сукна з пришивних спідницею довжиною — 4 вершки, з обшивкою червоною тасьмою (у офіцерів галуном з просвітом), погони з червоного сукна, шаровари темно-сині з червоною тасьмою по шву (у офіцерів з галуном), клапани на комірах шинелей і плащів — червоні, гудзики білого металу — гладкі.
У російсько-турецьку війну 1877—1878 рр. дивізіон ніс прикордонну службу на Кримському узбережжі. 17 квітня 1882 року із піших вояків, які перебували при дивізіоні понад комплект, сформована Кримська стрілецька рота, яка підпорядковувалася командиру дивізіону до її розформування 24 грудня 1893 року.

### Кримський кінний полк

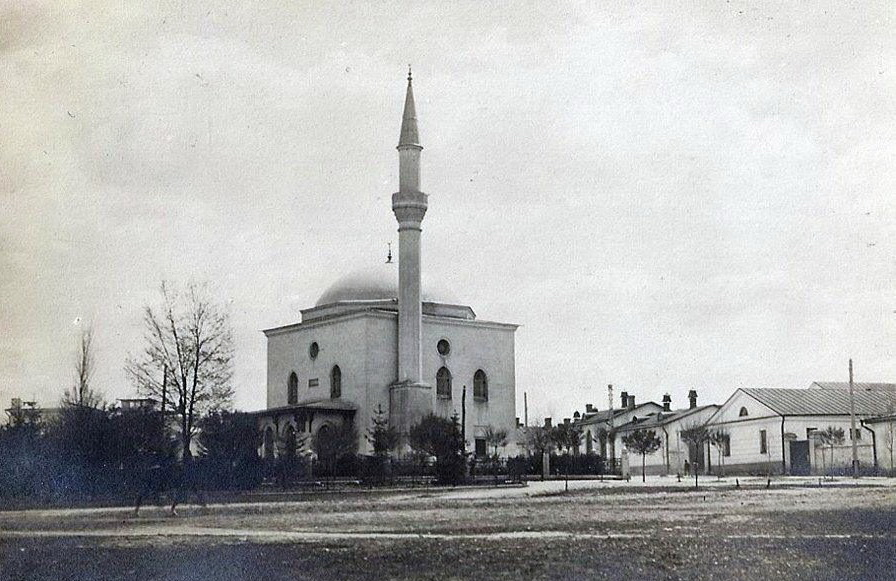
Мечеть Драгунського кінного полку, 1910—1930, Сімферополь

21 лютого 1906 року Кримський дивізіон був розгорнутий в полк, який 1 квітня найменовано драгунським, а 31 грудня 1907 року — Кримським кінним.
10 жовтня 1909 року, на згадку високої честі, що випала на долю кримців, — зустріти і супроводжувати наречену спадкоємця цесаревича, згодом імператрицю Олександру Федорівну, полк отримав найменування Кримського кінного Її Величності Государині Імператриці Олександри Федорівни полк. 5 листопада того ж року імператор Микола II зарахував себе до списків полку.
1910 року наказом по військовому відомству офіцерам полку присвоєно червоні мундири при парадній формі поза строєм. Старшинство полку присвоєно з 1 березня 1784 року, тобто з часу заснування Таврійських національних дивізіонів; полкове свято — 23 квітня.

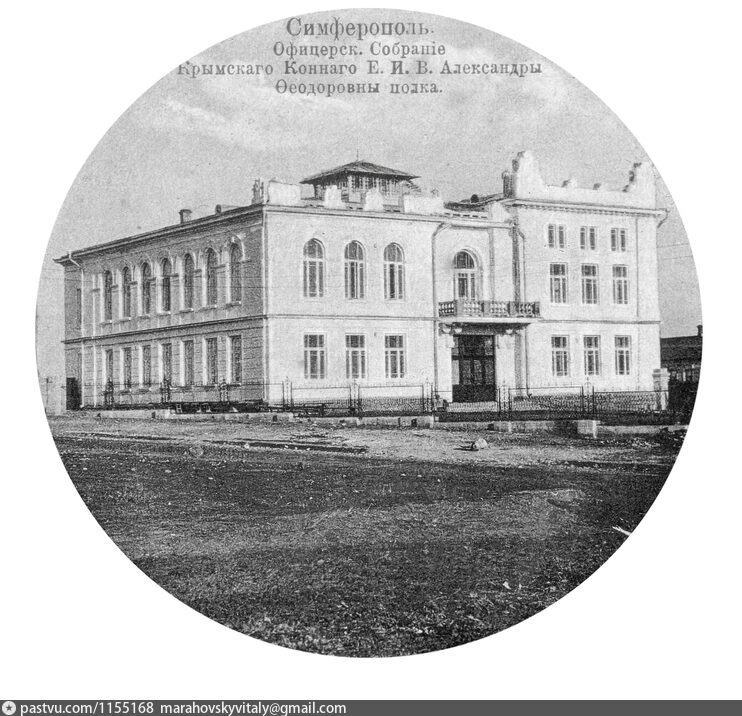
Будинок фіцерських зборів Кримського полку

Проект будівництва першої в Криму військової мечеті Кримського драгунського кінного полку був затверджений в будівельному відділі Таврійського губернського правління 31 січня 1909 року. Вона була побудована на кошти, подаровані російським імператором. Микола II пожертвував на її зведення 10 тис. руб. і подарував килими вартістю 50 тис. руб. Будівництво тривало вісім місяців і вже 10 жовтня 1909 року в присутності замовника, полковника Княжевича, був підписаний акт технічної експертизи. Пізніше мечеть отримала назву «Валіде Шериф» («Мати народів»). Мечеть драгунського кінного полку проіснувала до 1930 року.

#### Перша світова війна
Під час Першої світової війни полк увійшов до складу Зведеної кавалерійської дивізії генерала Павла Скоропадського на Північно-Західному фронті, брав участь у вересневих боях 1914 в Августовських лісах, потім увійшов до складу 4-ї Окремої кавалерійської бригади і брав участь в грудневих боях у Східної Пруссії .
У січні 1915 полк увійшов до складу 30-го армійського корпусу та був перекинутий на Південно-Західний фронт, де брав участь в боях в Карпатах. У квітні 1915 полк увійшов до складу 33-го армійського корпусу.
Під час Брусиловського прориву 1916 р частина полку була військовою кіннотою 33-го армійського, а інша — 41-го армійського корпусів 9-ї армії.
На 22.12.1916 р — в складі 23-го армійського корпусу 7-ї армії.

## Знаки розрізнення

### Унтер-офіцери і рядові
| опис             | Знаки відмінності станом на 1909—1917 рр. | Знаки відмінності станом на 1909—1917 рр. | Знаки відмінності станом на 1909—1917 рр. | Знаки відмінності станом на 1909—1917 рр. | Знаки відмінності станом на 1909—1917 рр. | Знаки відмінності станом на 1909—1917 рр. | Знаки відмінності станом на 1909—1917 рр. | Знаки відмінності станом на 1909—1917 рр. |
| ---------------- | ----------------------------------------- | ----------------------------------------- | ----------------------------------------- | ----------------------------------------- | ----------------------------------------- | ----------------------------------------- | ----------------------------------------- | ----------------------------------------- |
| погони           |                                           |                                           |                                           |                                           |                                           |                                           |                                           |                                           |
| військове звання | Підпрапорщик                              | Підпрапорщик на посаді вахмістра          | вахмістр                                  | старший унтер-офіцер                      | молодший унтер-офіцер                     | єфрейтор                                  | Вершник (на правах вільнонайманого)       | Вершник                                   |
| Група            | Унтер-офіцери                             | Унтер-офіцери                             | Унтер-офіцери                             | Унтер-офіцери                             | Унтер-офіцери                             | рядові                                    | рядові                                    | рядові                                    |

Інші погони

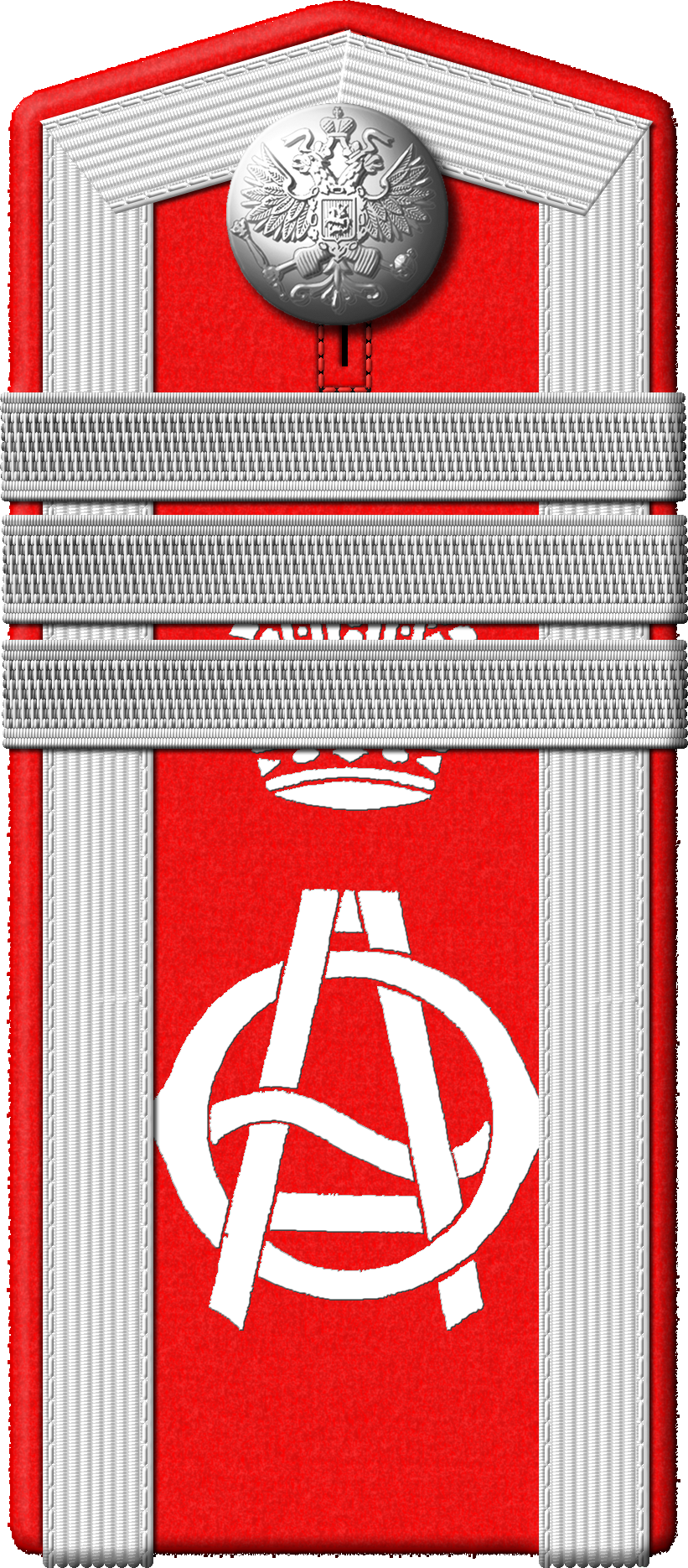
Старший унтер-офіцер (надстрокової служби)
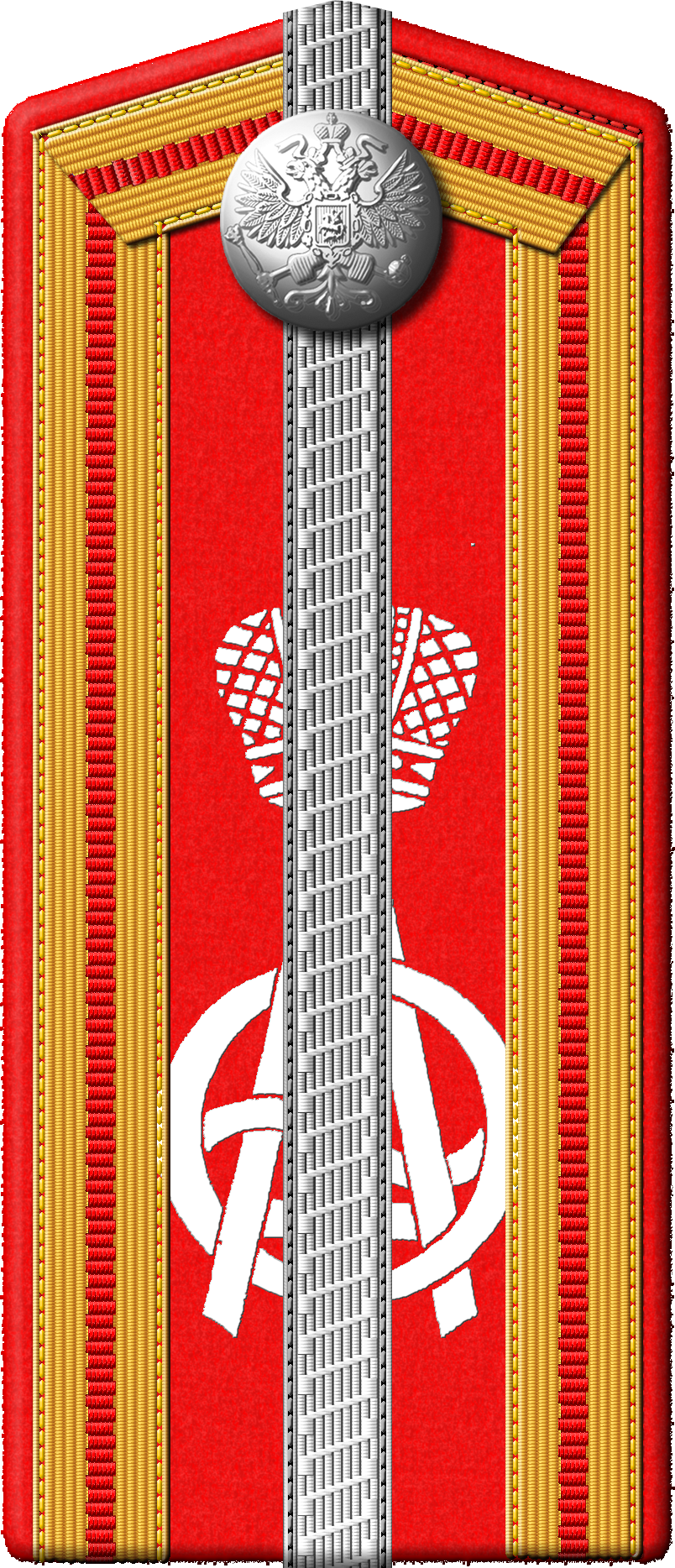
Унтер-берейтор (Вершник унтер-офіцерського звання)
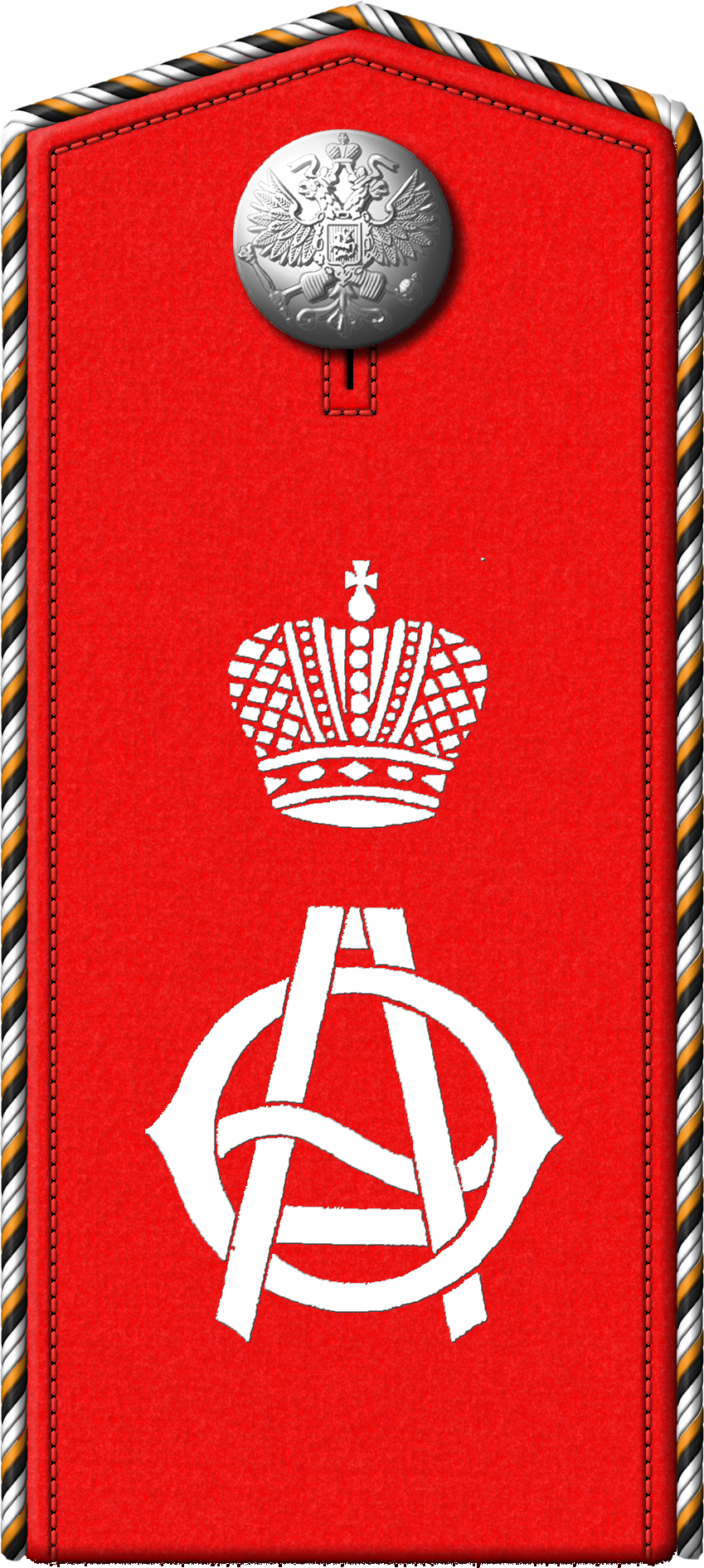
Вершник на правах вільнонайманого

## Командири полку
- 11.09.1880 — 26.12.1886 — полковник граф Олексій Мілютін
- 25.01.1888 — 13.12.1893 — полковник Отто фон Транзеге (Георгій фон Транзе)[5]
- 10.01.1894 — 03.07.1896 — полковник Леонід Баумгартен[6]
- 30.06.1897 — 24.02.1900 — полковник Василь Карташов
- 04.04.1900 — 22.03.1901 — полковник БроніславЧ орнота-де-Бояри-Боярський
- 17.05.1901 — 27.11.1903 — полковник граф Федір Келлер
- 11.09.1908 — 09.10.1912 — флігель-ад'ютант полковник (з 23.04.1912 Свити Й. В. генерал-майор) Микола Княжевич
- 09.10.1912 — 14.01.1916 — полковник Сергій Дробязгін
- 24.01.1916 — 04.1917 — полковник Олександр Ревішін
- 15.06.1917 — 11.11.1917 — полковник Олександр Мурузи[7]
- з 11.11.1917 — полковник Григорій Бако

## Інші формування цього імені
- Старий Кримський піхотний полк — сформований 1803 року. Полк був розформований 1834 року, причому 1 і 2-й батальйони перейшли до Тенгінського піхотного полку, а 3-й батальйон був переформований в Грузинський лінійний батальйон № 12, який 1874 року надійшов на поповнення 155-го піхотного Кубинського полку.
- Новий 73-й піхотний Кримський полк — сформований на Кавказі 17 квітня 1856 року в складі 5 батальйонів, з 1, 2, 3, 4 і 5-го Чорноморських лінійних батальйонів; розформований 1918 року.

## Участь в Перших визвольних змаганнях
Повернувшись до Криму з фронту Кримський кінний полк став ядром збройних формувань кримського крайового уряду — Ради народних представників. У Криму в грудні 1917 року був створений Об'єднаний кримський штаб, який об'єднав під своїм командуванням розрізнені частини, що знаходилися в Криму, які не визнавали більшовицького перевороту в Петрограді і спроб кримських авантюристів встановити в Криму радянську владу. На базі полку було сформовано бригаду під командуванням полковника Г. Бако, до якої записалася коло п'ятдесяти офіцерів. Військовослужбовці бригади використовувалися крайовим урядом для підтримки порядку в населених пунктах Криму. У січні 1918 року кримські прихильники радянської влади почали захоплювати її силою. В ході боїв із загонами матросів і червоногвардійців силам Кримського штабу було завдано поразки. Загинуло 13 офіцерів Кримського кінного полку.

### У Добровольчої армії
Навесні 1918 року після звільнення Криму німцями у Сімферополі зібралося 15 офіцерів колишнього Кримського кінного полку і вирішили відродити полк. Однак німці не давали згоди на формування полку. Тільки після відходу німців з Криму і вступу до Криму Добровольчої армії почалося відновлення полку. 7 грудня 1918 року в місцевій газеті було розміщено оголошення:
Приказом Добровольческой армии и с согласием краевого военного министерства в Симферополе формируется кадровый эскадрон Крымского конного полка. Всем чинам Крымского конного полка предлагаю вступить в ряды родного конного полка. Кавалеристов офицеров, юнкеров, вольноопределяющихся и добровольцев приглашаю в полк на общих для Добровольческой армии основаниях. Приём заявления будет производиться с 7 декабря с 10 до 12 часов дня в здании Офицерского собрания Крымского конного полка.

Полковник Бако.
|  | Приказом Добровольської армії та з погодженням з краєвим військовим міністерством у Сімферополі формується кадровий ескадрон Кримського конного поля. Всем чинам Кримського конного полка пропоную вступити в ряди рідного конного полка. Кавалеристов офіцерів, юнкерів, вольноопределяющихся і добровольців прикладають в полк на загальних для Добровольської армії закладах. Приємні заявки будуть виготовлені з 7 грудня з 10 до 12 годин дня в будівлях Офіцерського зібрання Кримського конного полка. Полковник Бако |

До весни 1919 року, коли червоні почали наступ на Крим, в полку числилося коло 450 осіб. Спільно з іншими нечисленними частинами Добровольчої армії полк взяв участь у кримському відступі, до травня з боями відступивши до Керчі, де брав участь (спільно з 2-м кінним генерала Дроздовського полком) в кровопролитній боротьбі з червоними партизанами, що ховалися в керченських каменоломнях.
5 червня 1919 Добровольча армія в Криму перейшла в наступ. У ньому взяв участь і Кримський кінний полк, женучи червоних від Керчі до Сивашу, а потім беручи участь в ліквідації останнього вогнища опору червоного Криму — Севастополі. У липні 1919 року на базі Кримського кінного полку був утворений Зведено-драгунський кінний полк, який був призначений частиною Одеської десантної операції. Після захомленняОдеси полк у складі частин Новоросійської області ЗСПР воював на «петлюрівському фронті», пройшовши шлях від Одеси до Могилів-Подільського, де полк застала звістка про поразку під Орлом. Було дано наказ на відступ. До 22 грудня неабияк поріділий (в основному через епідемію тифу) полк знову опинився в Одесі. Тут шляхи ескадронів полку розійшлися — частина особового складу, але без коней, була посаджена на пароплав «Саратов», що йшов до Севастополя. Зведений ескадрон взяв участь в Бредовскому поході, в складі «кінної групи генерала Склярова», зазнавши великих втрат. Причому від повного винищення від холоду, голоду, рук червоних, зелених або петлюрівців ескадрон рятували місцеві євреї, які зустріли серед вояків ескадрону тих самих кримців, які 4 месяца тому, перебуваючи у цих місцях не кривдили євреїв і розраховувалися за постій. Залишені в Одесі вояки, які мали забезпечити навантаження на пароплав «Володимир» полкових коней, були практично повністю схоплені червоними і їх доля трагічна.
Після прибуття в Нову Ушицю залишки Зведеного ескадрону Кримського кінного полку були інтерновані польською владою. Навесні 1920 року Кримський кінний полк прибув до Криму на пароплаві «Саратов». Через проблеми з укомплектуванням полку, наказом Головнокомандувача Російської армією Кримський кінний полк був зведений в 3-х ескадронний дивізіон. Один з ескадронів утворився з улитого в дивізіон Татарського кінного полку, в який зараховували тільки кримських татар. Полк взяв участь в прориві сиваських позицій червоних 25 травня 1920 року, в кровопролитних літніх боях в Північній Таврії.
В осінніх боях із захисту Криму полк втратив майже весь особовий склад (на Перекопському перешийку в нерівному бою з масою червоної кінноти, що зайшла в тил по скутому раннім льодом Сивашу, загинули ескадрони кримці, Ризьких драгунів, Сумських і Іркутський гусар). 1 листопада, коли залишки полку прибули до Ялти, у полку налічувалося не більше тридцяти осіб, включаючи і офіцерів. До них приєдналася невелика команда, з числа видужалих хворих і поранених. Скористалося наказом Врангеля, що дозволяв залишитися на батьківщині, не більше п'яти осіб, і ті допомагали своїм однополчанам вантажиться на судно. Коні залишилися на березі, знаряддя кінно-артилеристів кинуті в море. 2 листопада транспорт «Крим» відчалив від причалу Ялти із залишками Кримського кінного полку. Пароплав «Крим» 4 листопада прибув на рейд Константинополя, а 15 листопада доставив кримчан в Галліполійський табір. Югославський уряд погодився прийняти чинів «Кінного корпусу» (в який були зведені всі кінні частини, які опинилися в Галліполі) на службу в прикордонну варту. В кінці літа 1921 року чини кінного корпусу були перевезені до Югославії. За час 10-місячного перебування в Галліполі число чинів Кримського полку ще зменшилася — хто поїхав на батьківщину, якщо його рідні місця не були захоплені більшовиками, хто в Бразилію, Чехію або на навчання до Європи. До Югославії прибуло 20 кримців.
Згодом всі кримці, що служили в полку, незалежно від того, хто і коли служив і де в даний момент знаходився, об'єдналися в «полковому об'єднанні Кримського кінного Її Величності полку».